# Distrito de Kulmbach
Kulmbach es uno de los 71 distritos en que está dividido administrativamente el estado alemán de Baviera, ubicado en la Alta Franconia es conocido sobre todo por ser un gran centro productor de cerveza, de esta región salen marcas tan conocidas como Eku, Kulmbacher Mönschof o Kaputziner, todas éstas pertenecientes a Kulmbacher Brauerei AG (Cervecería Kulmbacher S.A.).

## Ciudades y municipios
| Ciudades                                   | Municipios | |
| ------------------------------------------ | --- | --- |
| 1. Kulmbach 2. Kupferberg 3. Stadtsteinach | 1. Grafengehaig 2. Guttenberg 3. Harsdorf 4. Himmelkron 5. Kasendorf 6. Ködnitz 7. Ludwigschorgast 8. Mainleus 9. Marktleugast 10. Marktschorgast | 1. Neudrossenfeld 2. Neuenmarkt 3. Presseck 4. Rugendorf 5. Thurnau 6. Trebgast 7. Untersteinach 8. Wirsberg 9. Wonsees |